# 顺州 (辽朝)
顺州，中国辽朝时设置的头下军州。
辽太宗会同元年（938年）设立头下顺州，横帐南王府俘掠燕京、蓟州、顺州之民，建城居之。在显州东北一百二十里，西北至上京九百里。一千户。治今辽宁省阜新蒙古族自治县东南大巴镇英城子（十家子）东南土城。属上京道所属头下军州。金朝时废，本辽队县地。